# The Right Thing (Simply Red)
The Right Thing is een nummer van de Britse band Simply Red uit 1987. Het is de eerste single van hun tweede studioalbum Men and Women.
"The Right Thing" werd een (bescheiden) hit in West-Europa, Noord-Amerika en Oceanië. In het Verenigd Koninkrijk schopte het nummer het tot nummer 11. In de Nederlandse Top 40 bereikte het de 4e positie, en in de Vlaamse Radio 2 Top 30 de 6e.